# ديلان بيج
ديلان بيج (بالإنجليزية: Dylan Page)‏ مواليد 28 مارس 1982 في أمهرست، هو لاعب كرة سلة أمريكي. بدأ مسيرته الاحترافية في سنة 2004. يلعب مع سي بي إستوديانتس في الدوري الإسباني لكرة السلة. يحمل الرقم 15. يبلغ طوله 6 قدم 8 بوصة (2.0 م).

## المسيرة الاحترافية
لعب مع نادي غرناطة لكرة السلة في موسم 2007–2008، ثم لعب مع نادي أوليمبيا لكرة السلة في موسم 2012–2013، ثم لعب مع عنتاب لكرة السلة في الدوري التركي في سنة 2013، ثم لعب مع نادي نيمبورك لكرة السلة في موسم 2013–2014، ثم لعب مع سبيرو شارلوروا في موسم 2014–2015، ثم لعب مع كابيتانس دي أرسيبو في سنة 2016.

## روابط خارجية
- ديلان بيج على موقع الدوري الأوروبي لكرة السلة (الإنجليزية)
- ديلان بيج على موقع الدوري الإسباني لكرة السلة (الإسبانية)
- ديلان بيج على موقع كرة السلة الأوروبية.كوم (الإنجليزية)
- ديلان بيج على موقع كلية كرة السلة في سبورتس رفرنس.كوم (الإنجليزية)
- ديلان بيج على موقع ريلجم (الإنجليزية)
- ديلان بيج على موقع بروبوليرز (الإنجليزية)
- ديلان بيج على موقع سبورتس رفرنس (الإنجليزية)